# Alana Castrique
Alana Castrique (Roeselare, 8 maggio 1999) è una ciclista su strada belga che corre per l'AG Insurance-Soudal Team. Attiva come Elite UCI dal 2018, ha vinto la medaglia di bronzo nella staffetta mista agli Europei 2024.

## Palmarès

### Strada
- 2019 (Lotto Soudal Ladies, una vittoria)

Campionati belgi, Prova a cronometro Under-23
- 2021 (Lotto Soudal Ladies, una vittoria)

Campionati belgi, Prova in linea Under-23

### Gravel
- 2024

Belgisch Kampioenschap Gravel (Turnhout)

## Piazzamenti

### Competizioni mondiali
- Campionati del mondo

Bergen 2017 - Cronometro Junior: 23ª
Bergen 2017 - In linea Junior: 34ª

### Competizioni continentali
- Campionati europei

Herning 2017 - Cronometro Junior: 15ª
Herning 2017 - In linea Junior: 34ª
Brno 2018 - Cronometro Under-23: 21ª
Alkmaar 2019 - Cronometro Under-23: 21ª
Alkmaar 2019 - In linea Under-23: 27ª
Trento 2021 - In linea Under-23: 22ª
Limburgo 2024 - Staffetta mista Elite: 3ª
Limburgo 2024 - In linea Elite: 54ª